# Геодезический поток
Геодезическим потоком на многообразии {\displaystyle M} называется поток (или, иными словами, однопараметрическая группа диффеоморфизмов) на касательном расслоении {\displaystyle TM},  траектории которого определяются следующим образом: каждый вектор {\displaystyle v} за время {\displaystyle t} сдвигается вперёд вдоль касающейся его геодезической на время {\displaystyle t}, оставаясь касательным к этой геодезической. 
В определённом смысле, такой поток обобщает движение с постоянной скоростью в евклидовом пространстве {\displaystyle \mathbb {R} ^{n}}. 
Стоит также подчеркнуть, что, несмотря на название, геодезический поток является потоком в смысле динамических систем, определённом именно на касательном расслоении {\displaystyle TM}, а не на самом многообразии {\displaystyle M}.
Часто рассматривают геодезический поток на пространстве {\displaystyle T_{1}M} единичных касательных векторов (поскольку длина вектора сохраняется при геодезическом потоке).
Уравнение геодезического потока  в римановом многообразии можно рассматривать как уравнение гамильтоновой механики при нулевой потенциальной энергии.

## Примеры
- Как и было сказано выше, для {\displaystyle {\mathbb {R} }^{n}} со стандартной евклидовой метрикой геодезический поток задаёт движение с постоянной скоростью:

{\displaystyle \Phi ^{t}({X},{V})=({X}+{V}t,{V}).}
- Траектории геодезического потока на плоскости Лобачевского стремятся к абсолюту как в прямом, так и в обратном времени.
- Геодезический поток на многообразии отрицательной кривизны оказывается потоком Аносова: его динамика хаотична. Частным случаем этого является поток на римановой поверхности рода {\displaystyle g>1}, снабжённой метрикой Пуанкаре.